# BTS World: Original Soundtrack
BTS World: Original Soundtrack é um álbum de trilha sonora do grupo masculino sul-coreano BTS para o seu jogo para smartphones BTS World, projetado em parceria pela Big Hit Entertainment e pela companhia sul-coreana de jogos mobile Netmarble. O jogo foi lançado em 26 de junho de 2019, enquanto o álbum foi lançado no dia 28 de junho em versões físicas e digitais, tendo como singles "Dream Glow", uma colaboração com a cantora britânica Charli XCX, "A brand new day", colaboração com a cantora sueca Zara Larsson, "All night", colaboração com o rapper estadunidense Juice WRLD e "Heartbeat", o single principal lançado no mesmo dia que o álbum.